# 19173 Virginiaterése
19173 Virginiaterése è un asteroide della fascia principale. Scoperto nel 1991, presenta un'orbita caratterizzata da un semiasse maggiore pari a 2,4264306 UA e da un'eccentricità di 0,1961155, inclinata di 14,21232° rispetto all'eclittica.